# Walnut Grove (Californie)
Pour les articles homonymes, voir Walnut Grove.
Walnut Grove est une localité de Californie, située dans le Comté de Sacramento, et ayant une population de 1 542 habitants en 2010.
Elle a été établie en 1850, c'est une des premières implantations au bord de la rivière Sacramento.

## Démographie
| 2000 | 2010  | - | - | - | - |
| ---- | ----- | - | - | - | - |
| 669  | 1 542 | - | - | - | - |